# Beatrice Persson
Anna Elin Beatrice Persson, född 7 mars 2000, är en svensk fotbollsspelare som spelar för Malmö FF.

## Karriär
Perssons moderklubb är Östadkulle SK. Därefter spelade hon för Holmalunds IF i Division 1 och Elitettan. 
Inför säsongen 2018 värvades Persson av Kungsbacka DFF. Redan i maj 2018 återvände hon dock till Alingsås FC United. Sommaren 2018 gick Persson till Limhamn Bunkeflo. Persson debuterade i Damallsvenskan den 29 september 2018 i en 2–1-vinst över Växjö DFF, där hon blev inbytt i halvlek mot Elisa Lang-Nilsson.
Inför säsongen 2020 värvades Persson av FC Rosengård. I januari 2021 gick hon till Vittsjö GIK. I januari 2024 gick Persson till Malmö FF.